# Публій Манілій Вопіск Віцинілліан
Публій Манілій Вопіск Віцинілліан (Publius Manilius Vopiscus Vicinillianus; ? — після 114) — державний та військовий діяч часів Римської імперії, консул 114 року. Повне ім'я Публій Манілій Вопіск Віцинілліан Луцій Елуфрій Юлій Квадрат Басс.

## Життєпис
Походив з патриціанського (з 70 року) роду Маніліїв Вопісків, що вийшов з іспанської провінції Бетіка. Син Публія Манілія Вопіска, поета та друга імператора Доміціана, й Вібії Віцинілли, онуки Марка Манілія Вопіска, консула-суффекта 60 року. Публія було всиновлено якимось Луцієм Елуфрієм Севером Юлієм Квадратом Бассом. Замолоду (у віці 22—27 років) призначається до колегії монетаріїв. Незабаром увійшов до престижної жрецької колегії саліїв.
У 100 році його призначено військовим трибуном, потім — легатом IV Скіфського легіону при Гає Анції Авлі Юлії Квадраті, проконсулі Сирії. Разом з військом стояв у фортеці Звгма. Близько 102 або 103 року став квестором за поданням особисто імператора Траяна. У 104—109 роки послідовно став членом колегії понтифіків та фламіном.
110 року його обрано претором. У 112 або 113 році обіймав посаду куратора святилища Геркулеса Переможного в Тибурі. У 114 році його призначено ординарним консулом разом з Квінтом Ніннієм Хастою. Про подальшу діяльність відсутні відомості. Вважається, що помер за правління імператора Адріана.